# Hans Eidenbenz
Hans Eidenbenz, född 30 januari 1900 i Bad Ragaz i kantonen Sankt Gallen, död 29 augusti 1987, var en schweizisk vinteridrottare. Han var aktiv inom längdåkning, nordisk kombination och backhoppning under 1920-talet. Han representerade Ski Club Alpina St. Moritz.

## Karriär
Hans Eidenbenz blev schweizisk skidmästare (Schweizer Skimeisters) 1921 i Adelboden (från första schweiziska skidmästerskapen 1908 till 1933 tilldelades titeln endast till vinnaren av kombinationen längdskidåkning och backhoppning).
Eidenbenz medverkade vid två olympiska vinterspel, 1924 och 1928. Vid olympiska vinterspelen 1924, i Chamonix i Frankrike, tävlade Eidenbenz i samtliga nordiska grenar. I nordisk kombination blev Eidenbenz nummer 16 i längdskidåkningen och nummer 10 i backhoppningen. Totalt slutade han på 15:e plats i kombinationen. I 18 kilometer längdåkning slutade han på 25:e plats. I backhoppningen slutade han på 23:e plats.
Under olympiska vinterspelen 1928 på hemmaplan i Sankt Moritz läste Eidenbenz deltagarnas ed. Eidenbenz startade endast i tävlingen i nordisk kombination. Han blev nummer 23 i längdåkningen, men blev nummer 9 i backhoppningen. Totalt sett slutade han på 19:e plats i kombinationstävlingen.